# Lásky Jakuba Smolíka
Lásky Jakuba Smolíka je studiové album Jakuba Smolíka, které vyšlo v roce 1997.

## Seznam skladeb
1. "Tvým snům" (h:Gibson / t:Kasl) -
2. "16 růží" (h: Smolík, Trnka / t:Borovec) -
3. "Ještě nechoď spát" (h:J.Smolík / t:V.Poštulka) -
4. "Láska" (h:J.Vondráček / t:H.Sorrosová)
5. "Víš ..." (h:Š.Kojan / t:Š.Kojan) -
6. "Mám lásku jinou" (h:A.Bittner / t:H.Sorrosová) -
7. "O nespočetné kráse těla - " (h:Š.Kojan / t:Vítězslav Nezval) -
8. "Lásko, GoodBye" (h:Willie Nelson / t:Jakub Smolík) -
9. "Srdce na dlani - " (h:F.Kasl / t:F.Kasl) -
10. "Tobě II." (h:Jakub Smolík / t:Jakub Smolík) -
11. "Spi, já musím jít" (h:J.Mladý / t:J.Mladý) -
12. "Až se ti jednou bude zdát" (h: Jakub Smolík / t:Jakub Smolík, V. Hons) -